# 约翰·纳尔逊
约翰·纳尔逊（英語：John Nelson，1948年6月8日—），美国男子游泳运动员。他曾代表美国参加1964年和1968年夏季奥林匹克运动会游泳比赛，获得一枚金牌、一枚银牌和一枚铜牌。